# HD252608
HD252608 — хімічно пекулярна зоря спектрального класу
B9 й має видиму зоряну величину в смузі V приблизно 10,5.

## Пекулярний хімічний вміст
Зоряна атмосфера HD252608 має підвищений вміст 
Si
.